# Пахтаобод (імені Мір Саїда Алії Хамадоні район)
Пахтаобо́д (тадж. Пахтаобод) — село у складі Хатлонської області Таджикистану. Входить до складу Дашті-Ґульського джамоату району імені Мір Саїда Алії Хамадоні.
Назва означає благоустроєний завдяки бавовні. Колишні назви — Пахтакор, Постудабайон.
Населення — 742 особи (2010; 738 в 2009).
Через село проходить автошлях А-385 Вахдат-Пандж.